# Grzymalin (gmina)
Grzymalin (od 1973 Miłkowice) – dawna gmina wiejska istniejąca w latach 1945–1954 w woj. wrocławskim (dzisiejsze woj. dolnośląskie). Siedzibą władz gminy był Grzymalin.
Gmina Grzymalin powstała po II wojnie światowej na terenie tzw. Ziem Odzyskanych (tzw. II okręg administracyjny – Dolny Śląsk). 28 czerwca 1946 gmina – jako jednostka administracyjna powiatu legnickiego – weszła w skład nowo utworzonego woj. wrocławskiego.
Według stanu z 1 lipca 1952 gmina składała się z 12 gromad: Bobrów, Głuchowice, Gniewomirowice, Grzymalin, Jakuszów, Jezierzany, Kochlice, Miłkowice, Pątnówek, Rzeszotary, Siedliska i Ulesie. Gmina została zniesiona 29 września 1954 wraz z reformą wprowadzającą gromady w miejsce gmin. Jednostki nie przywrócono 1 stycznia 1973 wraz z kolejną reformą reaktywującą gminy, utworzono natomiast jej terytorialny odpowiednik, gminę Miłkowice.